# Parys (przystanek kolejowy)
Parys – przystanek osobowy w Parysie na linii kolejowej nr 353, w województwie warmińsko-mazurskim, w powiecie kętrzyńskim, w Polsce.